# Ahuejutla
Ahuejutla är en ort i Mexiko.   Den ligger i kommunen Xalpatláhuac och delstaten Guerrero, i den sydöstra delen av landet, 230 km söder om huvudstaden Mexico City. Ahuejutla ligger 1 654 meter över havet och antalet invånare är 322.
Terrängen runt Ahuejutla är huvudsakligen kuperad, men västerut är den bergig. Runt Ahuejutla är det ganska tätbefolkat, med 166 invånare per kvadratkilometer. Närmaste större samhälle är Tlapa de Comonfort, 14,7 km väster om Ahuejutla. I omgivningarna runt Ahuejutla växer huvudsakligen savannskog.